# Piergiuseppe D'Andreamatteo
Piergiuseppe D'Andreamatteo, detto Piero, (Cepagatti, 8 gennaio 1944 – Pescara, 22 ottobre 2017) è stato un politico e sindacalista italiano.

## Biografia
Esponente del PSI abruzzese, ma anche sindacalista della Cgil dove svolse il suo primo incarico di Direttore Provinciale del Patronato INCA. Iniziò la sua esperienza di dirigente sindacale nella categoria dei chimici (Filcea), nel contempo nel 1968 era subentrato come componente socialista nella segreteria provinciale della Cgil di Pescara, per essere poi eletto nel 1970 segretario provinciale della Camera del Lavoro di Pescara. Mantenne tale incarico fino al 1978, quando venne poi eletto segretario generale aggiunto della Cgil regionale dell'Abruzzo, mentre nel 1976 divenne anche componente della segreteria nazionale del Sindacato Ferrovieri Italiano, categoria FIST-Cgil (Federazione Italiana Lavoratori Trasporti). 
Sul piano politico è stato segretario della Federazione provinciale del PSI di Pescara. Fu anche consigliere comunale a Pescara dal 1985 al 1990, ricoprì inoltre il ruolo di assessore e consigliere regionale abruzzese dal 1988 al 1992 e di deputato alla Camera dal 1992 al 1994 nell'XI Legislatura, eletto nel collegio di L'Aquila-Pescara. 
Dopo lo scioglimento del PSI proseguì l'impegno politico a livello locale e nel 1998 si candidò alle elezioni comunali di Pescara con lista civica ("Il timone"), di cui era il candidato alla carica di sindaco, ottenne meno del 2% dei voti, non venendo quindi eletto neppure in consiglio comunale.
Morì all'età di 73 anni nell'autunno del 2017.
Negli ambienti politici abruzzesi era noto come lo "smilzo". Nomignolo che nasceva dalla sua presenza fisica caratterizzata dall'essere alto e magro.